# Tephritis bardanae
Espèce
Synonymes
- Trupanea bardanae Schrank, 1803
- Trypeta confusa Meigen, 1826
- Xyphosia arvensis Robineau-Desvoidy, 1830
- Xyphosia lappae Robineau-Desvoidy, 1830

La Mouche de la Bardane (Tephritis bardanae) est un insecte diptère de la famille des Tephritidae et du genre Tephritis. Cette espèce est inféodée aux Bardanes.

## Description
L'imago de la Mouche de la Bardane mesure de 5 à 5,5 mm. Il a la tête jaune pâle, le corps brun-foncé, aux poils courts et dorés. Ses pattes tirent sur le rouge. Ses ailes ont une bande transversale oblique noirâtre coupée par deux tâches rondes blanches. Le premier tergite de l'abdomen est entièrement roux, les deuxième et troisième largement bordés de roux à l'apex. La larve est blanche et dure, la pupe claire,.

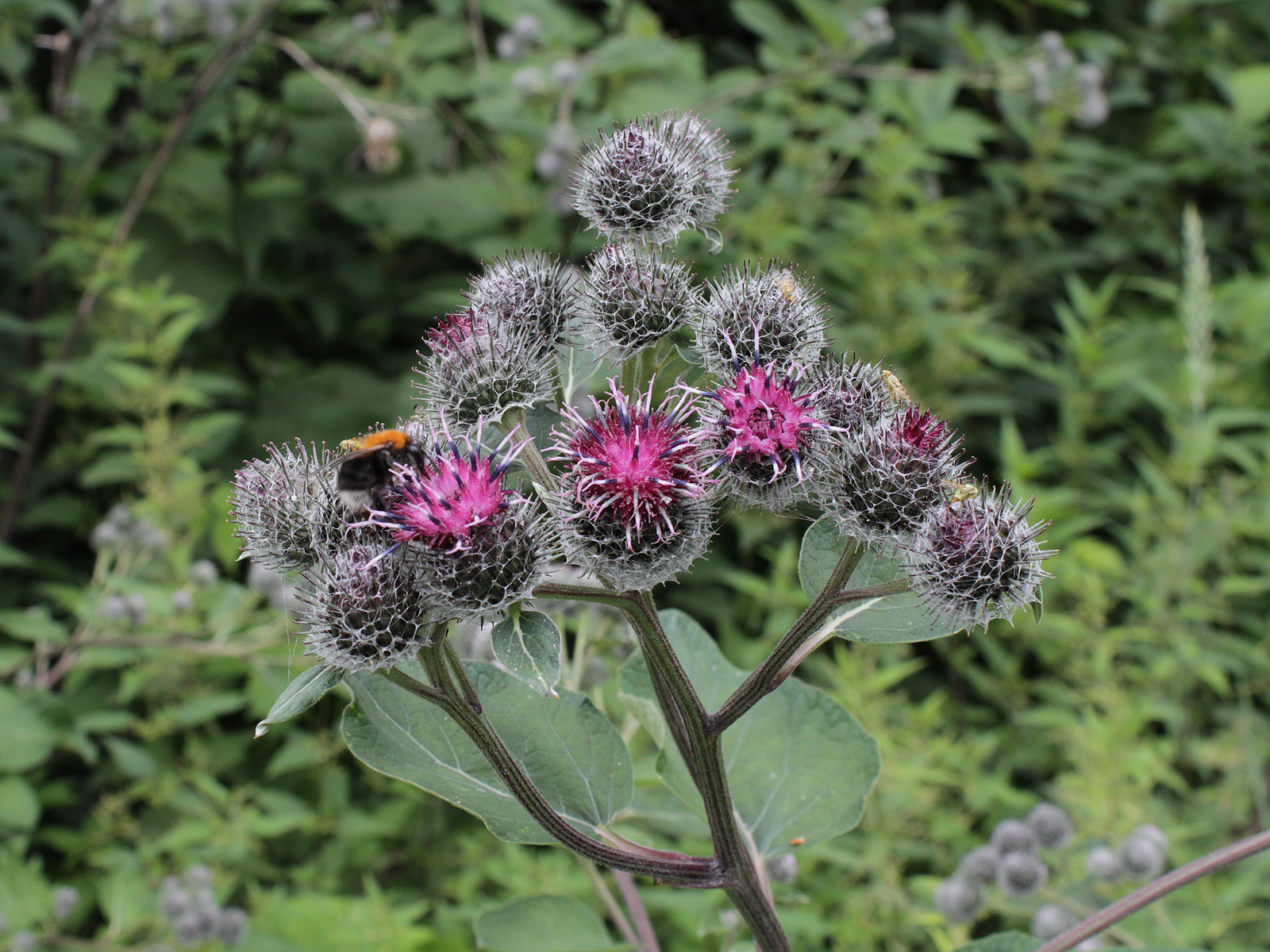
Bardane cotonneuse où l'on peut voir quelques mouches de la Bardane en compagnie d'un Bourdon.
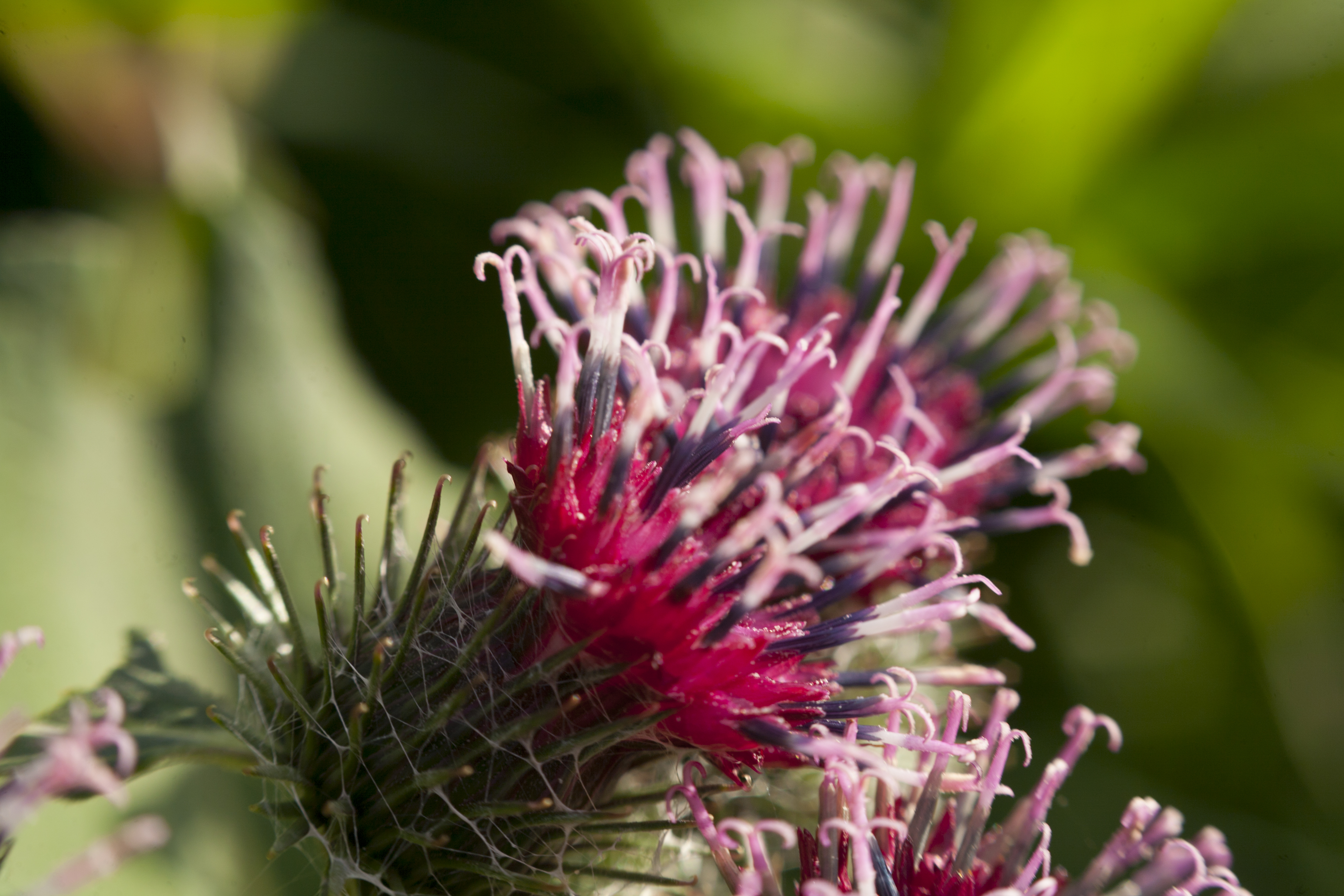
Bardane commune, capitule
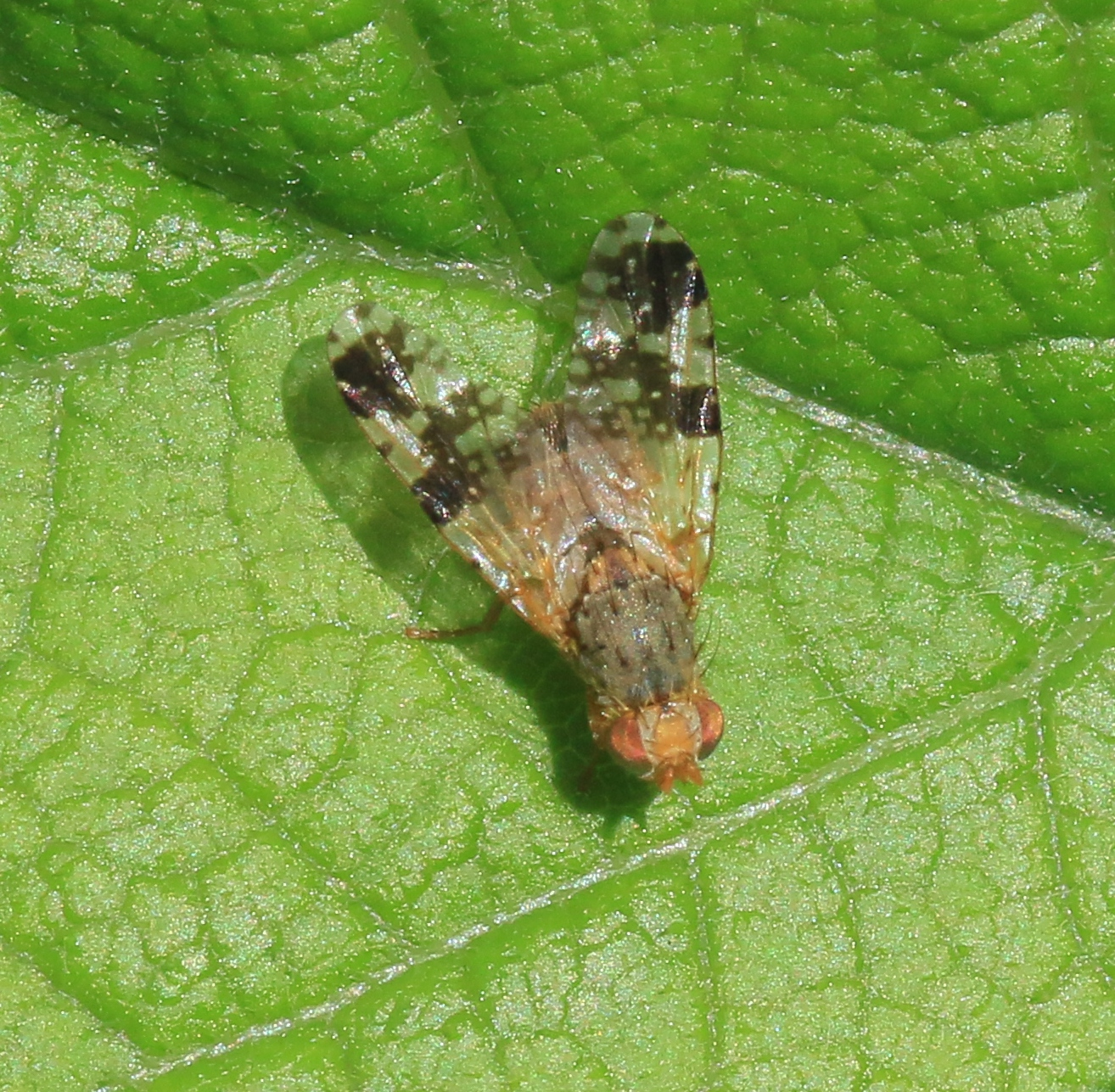
Mouche de la Bardane, mâle
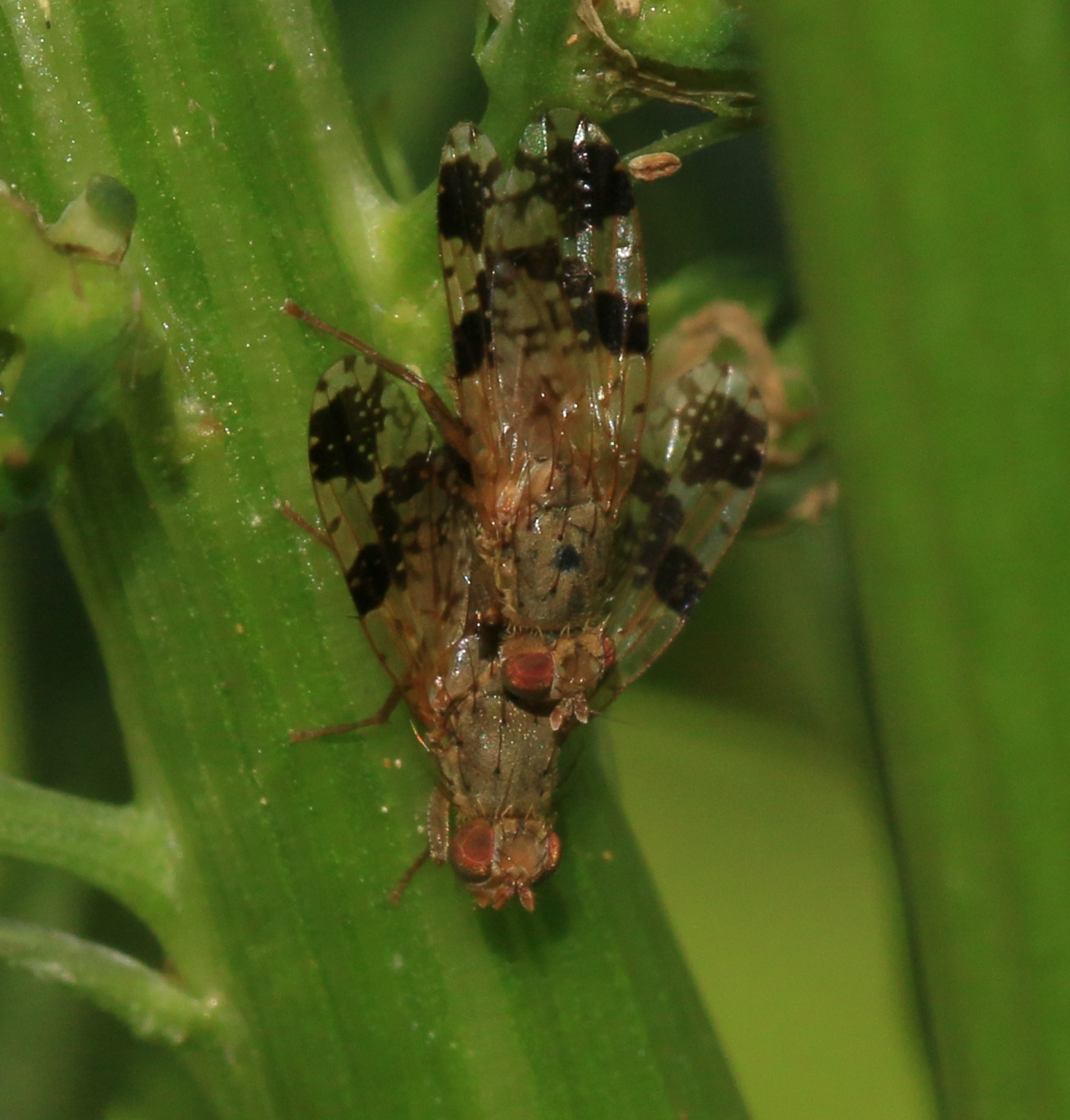
Accouplement

## Éthologie
La Mouche de la Bardane est associée à la Bardane commune (Arctium lappa), la petite Bardane (Arctium minus) et à la Bardane laineuse (Arctium tomentosum),. Elle peut produire des galles en induisant un gonflement du réceptacle des capitules chez A. minus ou en gonflant et déformant les graines chez A. lappa.
Les adultes s'accouplent au début du développement des capitules, en mai et pondent exclusivement sur les Bardanes. Après avoir introduit ses œufs, la femelle laisse trainer son ovipositeur sur le capitule afin de déposer une hormone de contact dissipatrice. Ce comportement permet de répartir la ponte et d'éviter la compétition intraspécifique des larves à l'intérieur de l'hôte. Cependant en cas de rareté des plantes ou de non-synchronisation parasite/hôte, les capitules de Bardane sont irrégulièrement infestés. La larve se nourrit des graines jusqu'à la pupaison. Afin de pouvoir se contenter de ce régime purement végétal, elle héberge des symbiotes intestinaux. La mouche commence à émerger de sa pupe en août et hiberne au stade imago.
Le comportement des mouches diffère en fonction de l'espèce de la plante hôte. Les œufs sont pondus dans les capitules de Arctium minus et A. lappa alors qu'ils sont pondus dans la tige chez Arctium tomentosum, ses capitules étant recouverts de filaments laineux, rendant l'accès plus difficile. Une femelle née sur une espèce particulière s'accouple et pond de préférence sur celle-ci. Comme les sites d’accouplement sont souvent fortement corrélés au choix du partenaire chez les Tephritidae, cela conduit à un flux de gènes restreint, ce qui entraîne la formation de groupes génétiquement distincts en fonction de la plante hôte sans différences géographiques.
La symbiose entre Tephritis bardanae et les Bardanes peut être qualifiée de mutualisme car tout en se nourrissant du nectar, l'adulte en assure leur pollinisation croisée. Cependant un juste équilibre entre les partenaires doit être en place car une trop forte pression de la Mouche de la Bardane dériverait vers du parasitisme.

## Écologie et distribution
Tephritis bardanae apprécie les biotopes propres à ses espèces hôtes ; les lisières et clairières forestières de plaine ou de montagne, bords des chemins et terrain vagues sur les sols riches en bases et en matière organique végétale. Cette espèce est présente sur la zone paléarctique. Elle est correctement représentée sur l'ensemble de l'Europe.

## Galerie

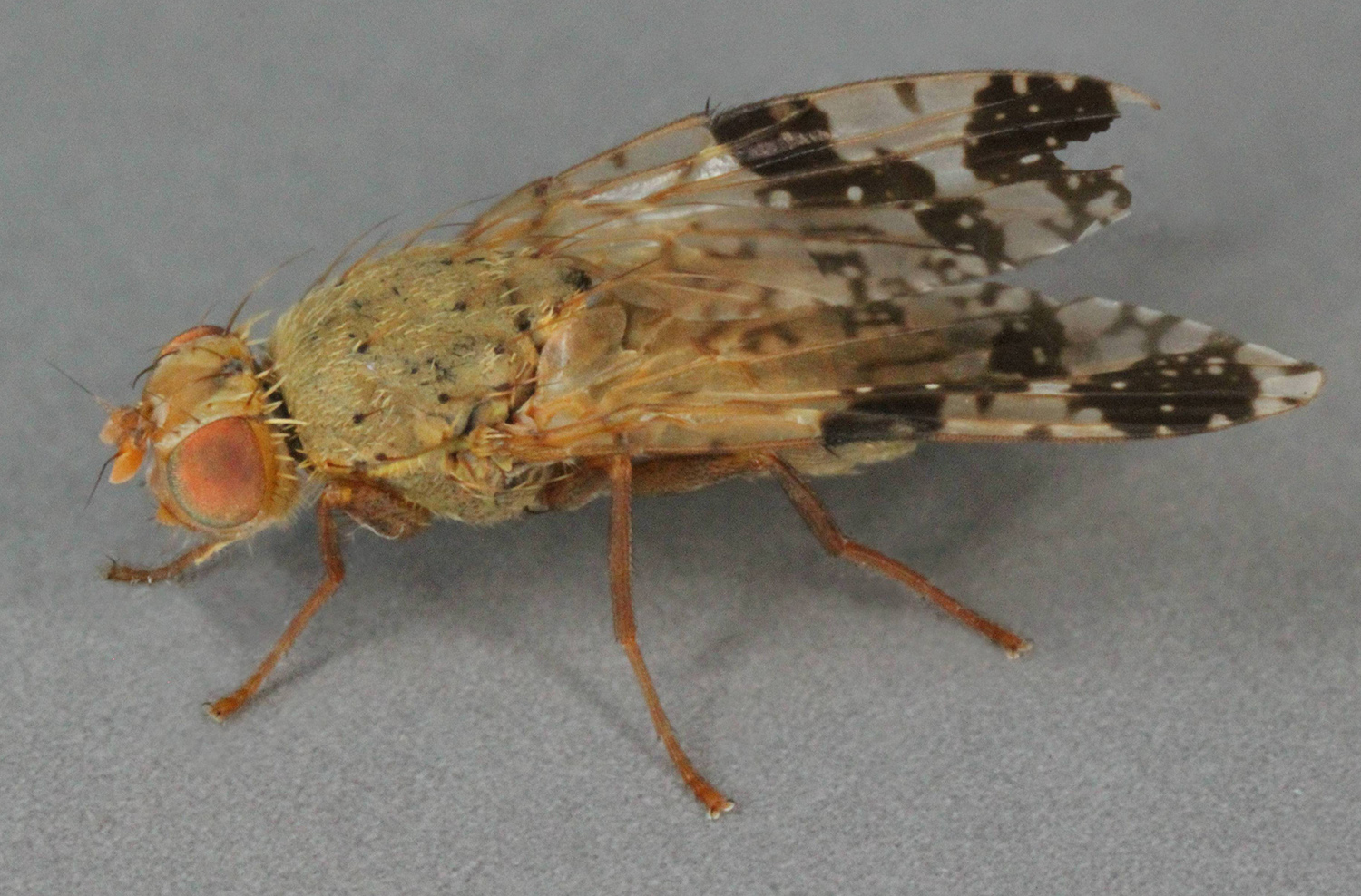
Imago de Mouche de la Bardane (Pays de Galles)
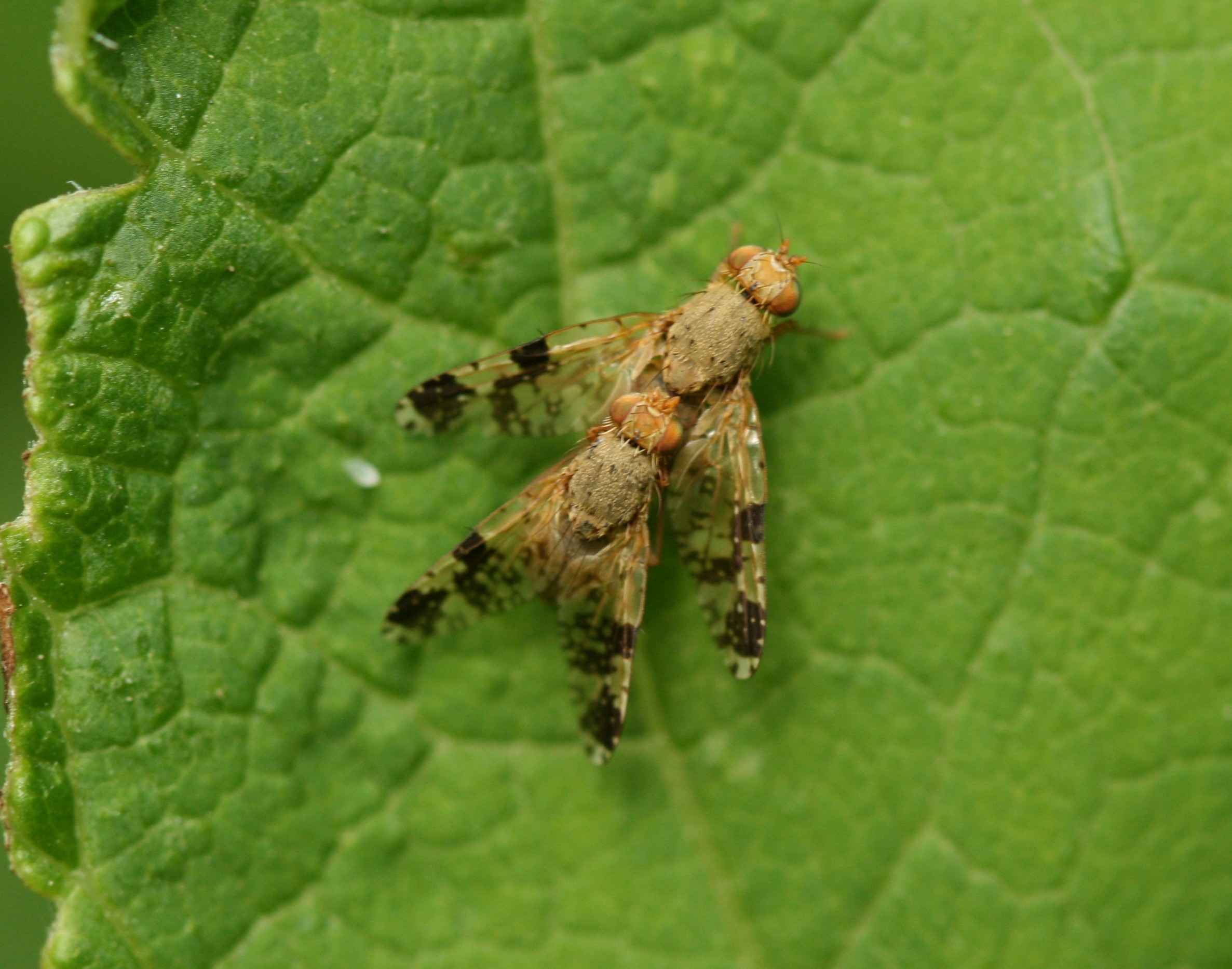
Accouplement